# فرانسيس فاستاج
فرانسيس فاستاج (بالرومانية: Francisc Vaștag)‏ (مواليد 26 نوفمبر 1969) هو ملاكم روماني، مثّل بلاده في الألعاب الأولمبية الصيفية 1996.

## روابط خارجية
فرانسيس فاستاج على موقع بوكس ريك (الإنجليزية) (registration required)
- فرانسيس فاستاج على موقع أوليمبيديا (الإنجليزية)